# SCM Craiova
SCM Craiova er en rumænsk håndboldklub fra Craiova, Rumænien. Holdet spiller i Liga Naţională.

## Spillertruppen 2022-23
| Målvogtere - 01 Anastasija Babović - 12 Bianca Curmenț - 24 Helena Sousa - 33 Diana Adriana Susnea Fløjspillere LW - 04 Samira Rocha - 05 Alina Grigorie - 13 Dijana Mugoša RW - 10 Patricia Ghețu - 33 Katarina Krpež Slezak Stregspillere - 06 Carmen Ilie Șelaru - 07 Ruth João - 35 Ștefania Jipa - 37 Kristina Rešetar | Bagspillere LB - 17 Alexandra Andrei-Gogoriță - 26 Nicoleta Tudorică - 89 Cristina Zamfir CB - 08 Valentina Ion - 11 Ana Maria Țicu - 19 Denisa Vâlcan - 39 Melanie Bak RB - 03 Adina Cace - 09 Ana Paula Belo |